# Brahma (pivo)
Brahma je poznato pivo u Brazilu,  potpisni proizvod pivovare Manufatura de Cerveja Brahma Villiger & Companhia, koja se nalazi u Riu de Janeiru.

## Povijest
Osnovana je od Švicarca Josepha Villigera 1888. godine.

## Varijante
Brahma postoji u sljedećim varijacijama:
- Brahma:  Sadrži oko 4,8% alkohola po masi, distribucija po cijelom svijetu
- Brahva: za srednjo američko tržište kao naprimjer Gvatemala.
- Brahma Chopp: Sadrži oko 5% alkohola po masi, prodaje se samo u Brazilu
- Brahma Extra
- Brahma Light
- Brahma Malzbier
- Brahma Ice: prodaje se samo u Venezueli
- Brahma Black

## Vanjske poveznice
- Stranica na engleski